# 우루과이 축구 협회
우루과이 축구 협회(스페인어: Asociación Uruguaya de Fútbol, AUF)는 우루과이의 축구 협회로써 1900년 설립되었다.

## 역사

### 2030년 FIFA 월드컵 유치
첫 FIFA 월드컵인 1930년 FIFA 월드컵에서 결승에 오른 바 있는 우루과이와 아르헨티나는 첫 FIFA 월드컵 100주년이 되는 2030년 FIFA 월드컵 공동개최를 유치하고 있으며, 많은 지지를 받고 있다.

## 같이 보기
- 우루과이 축구 리그 시스템
- 우루과이 축구 국가대표팀
- 1930년 FIFA 월드컵
- 1995년 코파 아메리카